# Annibale Carletti
Demetrio Annibale Carletti (Motta Baluffi, 23 luglio 1888 – Firenze, 18 febbraio 1972) è stato un presbitero e militare italiano, decorato con la medaglia d'oro al valor militare durante il primo conflitto mondiale e divenuto il simbolo dei sacerdoti in "grigio-verde" (preti-soldato).

## Infanzia e adolescenza
Nacque nella piccola frazione di Solarolo Monasterolo da Eugenio Carletti, muratore di Cingia de' Botti (vedi famiglia), e Maria Margherita Grazioli, contadina del luogo.
Trascorse infanzia e adolescenza nella vasta solitudine della campagna, tratteggiando giovanissimo un'indole malinconica, slanciata verso grandi ideali e ripiegata su se stessa in un cupo pessimismo. Ai vezzi della giovinezza privilegiò lo studio lasciandosi trasportare da grandi autori come Leopardi, Byron e Alfieri, nutrendo in sé i loro slanci e le loro passioni, i loro sconfinati desideri e le frustrazioni di una vita avara.
Ammesso al Seminario Vescovile di Cremona ebbe a sostenere le prime lotte dell'anima, combattuta tra l'ipocrisia dei superiori e il suo ideale di sacerdozio come apostolato di carità, bontà e giustizia. La sofferenza spirituale e psicologica di quegli anni lo unì in amicizia al compagno di studi Primo Mazzolari, anch'egli anelante a ideali superiori e accomunato dalle medesime inquietudini. Fra i due seminaristi si sviluppò un affetto tenero e profondo che perdurò tutta la vita.
Nel 1911 Annibale Carletti fu ordinato sacerdote e destinato alla parrocchia di sant'Ambrogio in Cremona dove si dedicò all'educazione della gioventù verso la religione cattolica e l'amor patrio, vivendo il cristianesimo nell'osservanza scrupolosa dello spirito evangelico.

## La Prima guerra mondiale

### Pensiero critico
Con lo scoppio della prima guerra mondiale, nel maggio 1915, si arruolò volontario come soldato di sanità, animato dall'imperativo di fare il bene.
Dopo una breve esperienza presso l'Ospedale Militare di Piacenza, fu assegnato ad una compagnia che prestava servizio sul Podgora, nei pressi di Gorizia, dove tenne fede alla missione di sacerdote compiendo vigorosa propaganda di virtù civiche e religiose. Da subito riscontrò che i soldati in mezzo ai quali svolgeva la sua missione possedevano una formazione cristiana molto superficiale, inadeguata a reggere l'impatto con la prova della guerra;
contestualmente denotò atteggiamenti piuttosto ipocriti di alcuni preti-soldato. Afflitto dalle circostanze scrisse al Vescovo di Campo:
(soldato di sanità don Annibale Carletti, rapporto al Vescovo di Campo, 11 luglio 1915)
Turbato da un ambiente ritenuto immorale, si offrì volontario per assistere i colerosi sul monte Sabotino, a nord di Gorizia, dove il grave morbo infieriva. Divenne in seguito infermiere di colerosi gravi in un reparto di isolamento dell'ospedaletto al fronte, adattandosi serenamente ai servizi più umili e ripugnanti in favore dei degenti, alleviando le sofferenze spirituali dei soldati feriti. Ricorderà più avanti:
(Luigi Romersa, L'assalto alla baionetta del Cappellano Carletti, su Tempo, Milano 27 ottobre 1965)
In tale contesto don Annibale cominciò ad alimentare dubbi nei confronti della pastorale esercitata nelle parrocchie e nelle strutture ecclesiali. Più che le persone, il suo pensiero poneva in discussione il sistema clericale e un certo clericalismo aristocratico che, a suo giudizio, non presentava la vera immagine di Cristo.
Queste perplessità rappresentarono il punto d'origine dell'idea di riformismo religioso che maturò nei successivi anni di guerra, per lo più in trincea, dove visse la sua pastoralità sacerdotale a contatto con uomini fragili, lacerati nel corpo e nello spirito, bisognosi della parola che salva e non di leggi canoniche che condannano.

### Nomina a Cappellano Militare
Nel gennaio del 1916 fu trasferito presso il campo contumaciale di Manzano, in provincia di Udine, ove fu nominato Cappellano Militare e ricevette il corrispondente grado di sottotenente, carica spettante ai sacerdoti in divisa. Due mesi più tardi fu quindi assegnato al 207º Reggimento Fanteria della Brigata Taro, unità di nuova formazione costituitasi nei pressi di Verona. Nel benedire la bandiera di combattimento consegnata solennemente al reparto formulò pubblicamente la sua promessa di fedeltà davanti alla truppa schierata: «Sarò con voi soldati, sempre. Fino alla morte accetterò con amore qualunque sacrificio per voi e per l'Italia!».
Col reggimento mobilitato partì nella terza decade di aprile per la zona di operazioni, schierandosi sulle alture fra l'Adige e la Vallarsa, di fronte a Rovereto. Visse nelle trincee a contatto con i soldati, condividendo qualsiasi arrischiato servizio e partecipando agli assalti verso le trincee nemiche sotto il fuoco dell'artiglieria. Instancabile in ogni manifestazione del dovere, soccorse in svariate circostanze commilitoni feriti avvicinandoli in una comunione di sentimenti e volontà volti alla vittoria.

Annibale Carletti, Cappellano Militare al fronte durante la prima guerra mondiale

### I fatti di Costa Violina
Il 15 maggio 1916, durante l'aspra e sanguinosa battaglia di Quota 418 a Castel Dante, don Annibale si rivelò esempio di dinamismo, serenità e coraggio. Travolto dallo scoppio di una granata di grosso calibro che lo ferì leggermente, proseguì l'attività radunando circa 300 soldati che si ritiravano dalla trincee distrutte a causa del bombardamento. Grazie al suo grado prese il comando del reparto in sostituzione agli ufficiali caduti, rifiutando la resa intimatagli da un graduato austriaco e incitando i soldati alla rioccupazione delle trincee sconvolte. Al suo ordine fu riaperto il fuoco verso i nemici ai quali furono inflitte gravi perdite.
Giunta la notte e disposto il ripiegamento dei superstiti, rimase sul campo per raccogliere le ultime volontà dei morenti; avvistato dagli austriaci in perlustrazione si sottrasse alla morte fuggendo per i dirupi. Il giorno seguente si ricongiunse al 207° nel frattempo concentratosi a Costa Violina e numericamente rinforzato dall'arrivo di altri reparti. Durante l'organizzazione della nuova resistenza il reggimento fu colto di sorpresa dall'artiglieria austro-ungarica. Mentre i soldati sgomenti si apprestavano a difesa guidati dai nuovi ufficiali intervenuti, il cappellano mise in salvo numerosi feriti trasportandoli a spalla in luoghi meno esposti ed incoraggiandoli a resistere. Incurante della vita deterse le loro ferite recandosi più volte ad attingere l'acqua di una sorgente battuta dalle mitragliatrici nemiche.
Il 17 maggio i fanti del 207°, sebbene decimati, attaccarono ripetutamente il fronte austro-ungarico che pur riuscendo a prevalere pagò la vittoria con gravissimo sacrificio.

### I fatti di Passo Buole
Pochi giorni dopo, il 30 maggio 1916, don Annibale confermò la sua fama di soldato impavido e sacerdote zelante. A Passo Buole, dove gli austriaci penetrarono alcuni elementi delle trincee italiane e si fece più imperioso il bisogno di rinforzi, raccolse numerosi soldati sbandati che vinti dallo sgomento fuggivano verso le retrovie allontanandosi dal pericolo. Al giustificato timore di costoro (tra essi nuove reclute mai state in battaglia) contrappose la calma e serena parola di fede, convincendoli a compiere il proprio dovere.
La battaglia era vicina e i soldati avevano paura. Prima del fuoco delle batterie, il colonnello Danioni chiese a don Carletti di parlare e di portare qualche parola di conforto agli uomini spaventati ed in ansia. «La guerra, ragazzi, è una brutta cosa e non ha pietà di nessuno. Quando c'è, non è più tempo di discuterla, bisogna accettarla come atto di fedeltà alla Patria e come volontà di osare l'impossibile per vincerla. È stato detto che la fede è follia della Croce, il tricolore può diventare la follia del soldato che trova il coraggio di morirci sopra».
I soldati ascoltarono il sacerdote senza fiatare, ogni faccia era un dramma ma lui proseguiva: «come Cristo ebbe il coraggio di morire sulla Croce perché l'umanità avesse una nuova nascita nella luce della verità e dell'amore, così noi dovremo avere il coraggio di patire e combattere per amore dell'Italia, nella speranza che domani la guerra sia dichiarata fuori legge e che dal nostro sacrificio nasca un mondo nuovo, di bontà e di pace. Nessuno deve mancare al dovere. Nessuno alzi la bandiera bianca. Sarebbe un'infamia. Qui tutto ci può esser perdonato, tranne la libertà di essere vigliacchi. La paura non ci può aiutare, la fuga non ci può salvare (…) Ci comporteremo in modo che nessuno abbia a vergognarsi di noi».
Riconosciuto quale comandante naturale dagli stessi soldati, li condusse al posto d'onore combattendo insieme a loro nel punto più ferocemente conteso.
(Pietro Gattari, L'ultima settimana di maggio, capitolo 15)
I soldati, animati dal suo esempio di coraggio e dedizione, recuperarono le posizioni perdute difendendosi perfino a sassate. Quando il cappellano comandò il fulmineo contrattacco alla baionetta, il reggimento guadagnò terreno e mantenne il possesso di Passo Buole, in seguito battezzato "la Termopili d'Italia" per l'eroica resistenza sostenuta sull'importante posizione tra la Vallarsa e la val Lagarina.
Fu in questa circostanza che don Annibale Carletti si guadagnò sul campo la medaglia d'oro al valor militare e una copertina sulla celebre Domenica del Corriere, disegnata da Achille Beltrame. La decorazione, a vivente, gli fu conferita il 26 ottobre 1916 dal Generale Armando Ricci Armani con la seguente motivazione:
«Dal giorno in cui si presentò al Reggimento, con opera attiva ed intelligente, seppe inspirare in tutti i militari i più elevati sentimenti di fede, di dovere e di amor patrio, dando, anche in azioni militari, costante prova di coraggio personale e di sprezzo del pericolo. In vari combattimenti, sempre primo ove più intensa infuriava la lotta, incurante dei gravi pericoli ai quali era esposto, incitava i soldati a compiere, fino all'ultimo, il loro dovere, mostrandosi anche instancabile nel raccogliere e curare i feriti. Ben due volte riunì militari dispersi, rimasti privi di ufficiali, e, approfittando dell'ascendente che aveva saputo acquistarsi fra i soldati, li riordinò e li condusse all'assalto. Intimatagli dal nemico la resa, vi si rifiutò risolutamente, ordinando e dirigendo il fuoco contro le forze preponderanti dell'avversario, al quale inflisse gravi perdite» (Costa Violina, 15-17 maggio 1916; Passo Buole, 30 maggio 1916).

La Domenica del Corriere nr. 49 del 3/12/1916 - copertina illustrata da Achille Beltrame e raffigurante l'eroica azione militare condotta dal Cappellano Annibale Carletti

### L'episodio di Marani
In seguito alla valorosa impresa di Passo Buole, il sacerdote fu protagonista di un avvenimento che accrebbe in tutti i soldati un sentimento ammirazione e devozione. Nel giugno del 1916 i Reali Carabinieri della stazione di Ala intercettarono quattro soldati che si erano allontanati dalle trincee dello Zugna senza licenza. I giovani militari, trasferiti a Marani per essere processati, intesero che la loro condanna era già stata scritta alla vista di alcune fosse appositamente disposte dai genieri. Erano i giorni terribili dei processi sommari e delle decimazioni, veri e propri omicidi di massa voluti dagli alti Comandi per tenere in riga i soldati sbandati e disertori. Don Annibale, venuto a conoscenza dell'episodio, scese dallo Zugna e andò a difenderli, riuscendo a far commutare la condanna a morte in carcerazione per alcuni anni. Relativamente all'accaduto raccontò:
Che cosa c’è? domandai.
C’è – disse – che è arrivato l'ordine di fucilare i quattro soldati che hanno abbandonato la linea e sono stati fermati dai carabinieri di Ala.
Vengo – dissi – ma per difenderli.
Sei matto? – ribatté Olivetti – È un ordine del comando supremo. Vogliono dare l'esempio.
Ti ripeto che vengo a difenderli.
Bè – disse Olivetti – se è così t'accompagno.
I quattro soldati era stati fermati mentre andavano in licenza arbitrariamente. Credevano di avere diritto, più di quelli dei comandi che ci andavano sempre e non avevano sentito uno sparo. Scendemmo dal fronte e camminammo tutta la notte. Arrivati a Marani, Olivetti avvertì il colonnello Banci, comandante dell'artiglieria di Malga Zugna, che ero venuto per difendere i “disertori”. Banci faceva parte del Tribunale Militare. Mi prese per un braccio e mi disse:
Carletti non faccia sciocchezze. Potrebbe costarle caro. È un ordine del Comando Supremo.
Lo guardai negli occhi:
Io li difenderò lo stesso.
Diventò pallido. Il Tribunale era riunito in paese, a ridosso di un muro. Il paese era squallido. C’era una piazza fangosa, una chiesa un po' offesa dalle cannonate e un campanile che stava su per miracolo. I quattro “disertori” erano in riga davanti al tribunale. Parevano ombre. Cercai il loro sguardo, non so se mi videro. Di fianco, erano già state scavate le fosse. Il plotone d’esecuzione era pronto. Perché l’esempio fosse salutare, avevano convocato a Marani reparti di tutte le truppe della zona. Domandai la parola. I giudici del tribunale si consultarono.
Parli! disse il presidente.
Le prime parole mi uscirono a fatica.
Se questi soldati avessero avuto la volontà di disertare – dissi – avrebbero potuto farlo a Passo Buole quando erano rimasti senza munizioni e senza ufficiali. Se il Tribunale vuole strappare alla Patria quattro ragazzi che sono sempre pronti a dare tutto se stessi, allora prima di sparare contro di loro, dovere sparare contro di me.
Andai accanto ai soldati e li coprii con le braccia in croce. Non ci fu condanna»

## Il primo dopoguerra

### Congedo dal Regio Esercito
Nel marzo del 1917 il Cappellano Militare fu distaccato presso la Scuola Mitraglieri dove, suo malgrado, si imbatté con l'evidente dissolvimento della disciplina tra i militari di ritorno dalle licenze. Fronteggiando la circostanza intese che la tendenza non era dovuta alle sole idee socialiste e rivoluzionarie diffuse tra la popolazione, ma anche al pacifismo a sfondo religioso propagandato dai giornali cattolici e sostenuto da autorità ecclesiastiche di ogni livello. Addolorato da questa situazione, che confliggeva gravemente con i propri ideali, chiese e ottenne il trasferimento ai Reparti d'Assalto, quasi a voler riaffermare la propria fedeltà alla patria vittoriosa. Indossata la divisa degli Arditi prese quindi parte a vari episodi cruenti verificatisi durante la ritirata del Piave, dapprima a Pieve Soligo, poi a Monfenera e sul Monte Tomba.
Nel frattempo a Cremona la sua persona e le sue imprese venivano da tempo strumentalizzate sia dagli interventisti che dal clero, per la maggior parte neutralista e ostile. I primi, di stampo liberal-massonico, lo esaltavano contrapponendolo al Vescovo e alla gerarchia ecclesiastica; i secondi, fautori del migliolismo, lo screditavano come sacerdote.

Ode all'eroe Annibale Carletti, composta dal Sac. Prof. Giuseppe Ravasi per il quotidiano cremonese La Provincia nel gennaio 1917

Alla fine del 1918 fu quindi comandato Ufficiale Propagandista presso il Comando della V Armata al fine di controbattere il diffondersi del disfattismo tra i soldati. Anche in questo ruolo si dimostrò tenace, adoperandosi per sostenere e fortificare il sentimento patriottico della truppa e della popolazione civile di Parma, Piacenza e Cremona, territori dove maggiormente avevano fatto presa le idee sovversive della sinistra rivoluzionaria.
Proclive verso l'idea di libertà e di nazione e conformato all'incarico attribuito, nei primi mesi del 1919 scrisse articoli e tenne conferenze di natura interventista. I fatti indussero il vescovo di Cremona Cazzani, esponente cattolico del pacifismo assoluto, al richiamo del rispetto della disciplina ecclesiastica. Date le diverse premesse culturali, tra i due personaggi si originò una prevedibile ostilità, la medesima che Carletti manifestò nei confronti del Partito Popolare e dell'on. Guido Miglioli, ritenuto un disfattista e agitatore di masse.
Incurante delle contingenze esercitò l'incarico di propagandista con costanza e persuasione sino al definitivo collocamento in congedo dal Regio Esercito, ottenuto nel mese di agosto del 1919.

### Riformismo religioso e scomunica
Don Annibale riprese la vita sacerdotale con il fervore di chi aveva da proporre un progetto nuovo, uno stile pastorale sganciato da tante norme formali e validamente sperimentato tra i soldati. Da subito si ritrovò però a misurarsi con il neo-costituito decreto Redeuntibus, attraverso cui la Chiesa istituzionale si preoccupava di rimodellare il prete-soldato reduce dalla guerra secondo schemi tradizionali che egli riteneva inadeguati alla nuova realtà sociale ed ecclesiale. Il suo concetto di cristianesimo, di fatto, volgeva a una solida sintonia con la vita reale; vivendo a pieno le sofferenze di una umanità squarciata dalla guerra riteneva che la Chiesa, attraverso salutari modifiche di struttura, potesse rivelare meglio il proprio volto consolatore.
Allineato al riformismo religioso promosso dalla Lega Democratica Nazionale di Eligio Cacciaguerra, espresse obiezione rispetto all'esercizio dell'infallibilità pontificia e tratteggiò come prima necessità la concezione di un modello innovativo di sacerdote, oppositore dell'istituzionalismo giuridico che tanto premeva sulla Chiesa al punto da farla apparire una vasta organizzazione politica. Questi ideali erano simili a quelli tratteggiati dall'amico don Primo Mazzolari, ma più radicali.
Al fine di promuovere la personale teoria di riformismo pastorale, nell'ottobre 1919 inoltrò una lunga lettera-confessione al Vescovo Cazzani attraverso cui, in modo tumultuoso e in termini schietti, espresse le idee e i sentimenti con i quali era tornato dalla guerra.
(Don Annibale Carletti, stralcio dell'epistolare inviata al Vescovo di Cremona, Monsignor Cazzani, 4 ottobre 1919)

Monsignor Giovanni Cazzani, Vescovo di Cremona dal dicembre 1915 all'agosto 1952

Il contenuto dell'intera missiva può essere approssimativamente sintetizzata in cinque punti:
- Dare ai sacerdoti una assoluta indipendenza economica permettendo che entrino nelle scuole come professori, nelle industrie come organizzatori del lavoro, nei tribunali come difensori della giustizia, negli ospedali come medici; e così soltanto la maggioranza acquisterà una vera indipendenza spirituale.
- Emanciparli da tutte quelle leggi disciplinari ed ecclesiastiche che vincolano la loro libertà di bene, la sincerità delle loro idee.
- Togliere a loro gli innumerevoli privilegi inerenti al titolo e alla veste; proibire assolutamente che nella chiesa si preghi e si amministrino sacramenti a prezzo di tariffa.
- Rendere normale la vita di coloro che hanno già infranta la legge del celibato perpetuo e che non hanno la forzo di mantenervisi fedeli senza peccare contro natura.
- Abbattere l'imperialismo e l'egoismo religioso che vorrebbero tutti modellare secondo un tipo unico e che vorrebbero livellare tutte le coscienze e le intelligenze[32][31].

Ingenuamente don Carletti sperava che il Vescovo facesse propria una visione della Chiesa inaccettabile a quel tempo; lo scontro fu inevitabile e non solo tra due uomini, ma tra due mentalità e due stili pastorali che non si sarebbero mai avvicinati. 
Il sacerdote si sentì incompreso e soprattutto stupito quando capì che il Vescovo interpretò le sue righe come l'annuncio della defezione dal clero cattolico. A quella lettera ne seguirono di nuove, dall'una e dall'altra parte; le repliche della diocesi confermarono punti di vista palesemente opposti e inconciliabili.
Don Annibale divenne sgradito all'intero basso clero locale e finì per essere sospettato di apostasia e errori modernistici sull'infallibilità della Chiesa.
Lo stesso Vescovo Cazzani, compilando una relazione ufficiale relativa ai cappellani militari, lo tratteggiò incensurato quanto a condotta morale (non vi era dunque traviamento della carne), ma corrotto nella mente.
Quando la relazione giunse a Roma il sacerdote fu colpito da scomunica latae sententiae e risolutivamente espulso dalla Chiesa istituzionale vedendosi costretto ad accettare, non senza sofferenza, la riduzione allo stato laicale.

## Il ventennio e la Seconda guerra mondiale
Svestita la tonaca ebbe a misurarsi con le vicende politiche del primo dopoguerra, confuso e ribollente, caratterizzato dalla violenza della fazione montante, quella di Mussolini. Nonostante il legame nazionalista, la medaglia d'oro e il reducismo, Carletti avversò il fascismo in nome degli ideali democratici. Durante il 1920 fu comiziante di piazza e scrisse articoli di natura antifascista. Detta condotta suscitò la collera di Roberto Farinacci che cominciò a perseguitarlo e ordinò una regolare sorveglianza da parte della polizia. Bandito da Cremona raggiunse clandestinamente Firenze dove si iscrisse alla facoltà di giurisprudenza.
Nel capoluogo toscano, durante il 1921, promosse e organizzò la Federazione Provinciale degli ex Combattenti, di cui fu il primo presidente e con la quale difese l'autonomia politica di fronte all'assorbimento che ne tentava il fascismo. Di fatto detta Federazione si tramutò in un'irriducibile forza antifascista.
Nel biennio 1922-23 fu quindi lusingato di cariche onorifiche e ricevette offerte di impieghi remunerativi al fine di cessare l'attività di propaganda. Non scese mai a compromessi e per seguitare la battaglia ideologica aderì a Italia Libera; attraverso la parola e gli scritti lottò per salvaguardare la libertà.
Laureatosi, nell'ottobre 1924 cominciò ad esercitare l'avvocatura e fissò ufficialmente la sua residenza a Firenze dove a dicembre sposò Maria Iolanda Bosio secondo il rito della Chiesa Anglicana. Desideroso di mantenere un legame con la sua terra eresse una villa a Cingia de' Botti, borgo cremonese composto da amici e parenti, per trascorrere con la famiglia i mesi estivi. Don Primo Mazzolari, parroco a Bozzolo, lo raggiungeva qui; la loro intensa amicizia proseguì inalterata anche dopo l'abbandono del sacerdozio. Nel 1933, a Firenze, Annibale Carletti divenne padre di Giannicolò, battezzato ed educato nella religione cattolica.
Con lo scoppio della Seconda Guerra Mondiale, l'intera famiglia si trasferì stabilmente a Cingia de' Botti dove nel 1941 nacque la secondogenita Caterina, volutamente battezzata da don Primo Mazzolari. Durante gli anni della guerra Annibale sostenne i compaesani più bisognosi attraverso l'invio di cibo e l'acquisto di medicinali costosi; allo stesso modo rifornì con quintali di farina e frutta l'ospedale Germani quando fu destinato all'accoglienza degli sfollati di Monte Cassino. Condannato a morte dai fascisti per aver nascosto nella sua villa alcuni ebrei e ufficiali inglesi evasi dai campi di concentramento, riuscì miracolosamente a sfuggire alle ricerche e continuare la propaganda in favore della libertà.
In riferimento il figlio Giannicolò scrisse:
(Giannicolò Carletti, testimonianza scritta a don Raffaele Carletti)

Cingia de’ Botti, villa Carletti

Successivamente al 25 aprile seppe opporsi ad ogni sorta di violenza, disonestà e vendetta. Perdonò e salvò la vita ai quattro fascisti che lo avevano condannato a morte e che per questo erano stati designati alla fucilazione da parte dei partigiani.
(Rodolfo Lazzeri, Il nastro azzurro, febbraio-marzo 1973)
(Unità Socialista, periodico del Partito Social Democratico, Anno I, numero 3)
.

## Il secondo dopoguerra
Terminata la guerra tornò a Firenze, dedicandosi all'insegnamento in vari istituti superiori. Non riuscì a svestirsi completamente della mentalità e della carità evangelica, come testimoniano i suoi discorsi patriottici di elevata spiritualità e moralità cristiana. Quasi confessandosi, a conclusione di una vita rimasta avvinta al Vangelo, il prof. Annibale Carletti disse: «Nessuno ha mai cercato di leggere in questo libro chiuso la mia avventura di guerra e dopoguerra, tutto il bene e tutto il male che posso aver fatto, ma con l'innocenza dello spirito. Ho avuto il bando da Cremona regnante Farinacci e il bando dalla Chiesa regnante Monsignor Cazzani».

## Onorificenze
Al termine del secondo conflitto mondiale fu insignito di varie ed ambite onorificenze, fra esse primeggia quella francese della Legione d’Onore. Non ne fece mai vanto al punto che gli stessi familiari, dopo la sua morte, ignoravano l'ordine e il grado di quelle insegne cavalleresche, da sempre conservate nella penombra del suo studio.